# Federico Bellini (astronomo)
| 88260 Insubria       | 22 aprile 2001  |
| 151697 Paolobattaini | 15 gennaio 2003 |
| 344413 Campodeifiori | 18 gennaio 2002 |

Federico Bellini (...) è un astronomo amatoriale italiano.
Il Minor Planet Center gli accredita la scoperta di quattro asteroidi, effettuate tra il 2001 e il 2003, in parte in collaborazione con Luca Buzzi.